# Hockey Courchevel Méribel Pralognan
Pour les articles homonymes, voir Bouquetin.
Le Hockey Courchevel Méribel Pralognan (HCMP) surnommé les Bouquetins est un club français de hockey sur glace basé à Les Allues en Savoie et regroupant trois municipalités de Courchevel, Les Allues avec Méribel et Pralognan-la-Vanoise.
Il évolue au second niveau national (Division 1) depuis la saison 2024-2025.
Depuis 2023, les Bouquetins sont entraînés par Sylvain Codère.

## Historique

### Les origines
En 1964, le club de Pralognan-la-Vanoise est fondé. Puis, Les Allues avec Méribel et Courchevel créent leurs équipes.

#### Champion de France de National C 1980
Lors de la saison 1979-1980, le club de Pralognan-la-Vanoise remporte le championnat de France de National C.

### Naissance du Hockey Courchevel Méribel Pralognan
En 1983, Les Allues avec Méribel s'associe à Pralognan-la-Vanoise et en 1990, Courchevel rejoint les deux municipalités pour former le Hockey Club Val Vanoise.
En avril 2009 au cours du carré final du championnat de D3 se déroulant à Anglet, le club devient vice-champion de France (défait par Anglet), en battant Toulon et les Français volants, et est promu en division 2 pour la saison 2009-2010.

#### Champion de France de D2 2015
L'équipe accède à la Division 1 à l'issue de la saison 2014-2015 en remportant la finale face au Aigles de La Roche-sur-Yon deux victoires à zéro (3-4) et (3-0).
Au terme de la saison 2016-2017, qui voit l'équipe arriver en demi-finale de Division 1, le club change son identité en mettant en avant le nom des stations qui le compose en devenant le : Hockey Courchevel Méribel Pralognan (HCMP).
A l'issue d'une saison régulière 2017-2018 difficile, qui voit le club terminer à l'avant-dernière place au classement général, le HCMP se retrouve relégué en Division 2, après trois saisons passées en Division 1. Pourtant, dès l'année suivante, les Bouquetins réalisent une saison régulière convaincante, obtenant 13 victoires en 18 rencontres, et finissent à la deuxième place de la poule sud derrière le favori Clermont-Ferrand. Lors des Playoffs, le HCMP élimine successivement Meudon en huitièmes de finale et Wasquehal en quarts, avant de se défaire de Roanne. Cette victoire en demi-finale valide leur remontée sportive à l'échelon supérieur, un an seulement après la relégation. Les Bouquetins s'inclinent néanmoins en finale contre Clermont-Ferrand, qui remporte le titre de champion de France de Division 2.

#### Vice-champion de France de D2 2024
À l'issue de la saison 2023-2024, les Bouquetins échouent en finale du championnat de France de D2 face aux Ours de Villard-de-Lans.

### Les logos
Le club a pour logo un Bouquetin des Alpes.

Évolution du logo
Logo de 1990 à 2010.
Logo de 2010 à 2017.
Logo depuis 2017.

## Patinoire
La Patinoire de Méribel située au Parc Olympique conçu pour accueillir les épreuves de hockey sur glace lors des XVIe Jeux Olympiques d'hiver d'Albertville, est située à Méribel, sur la commune des Allues.

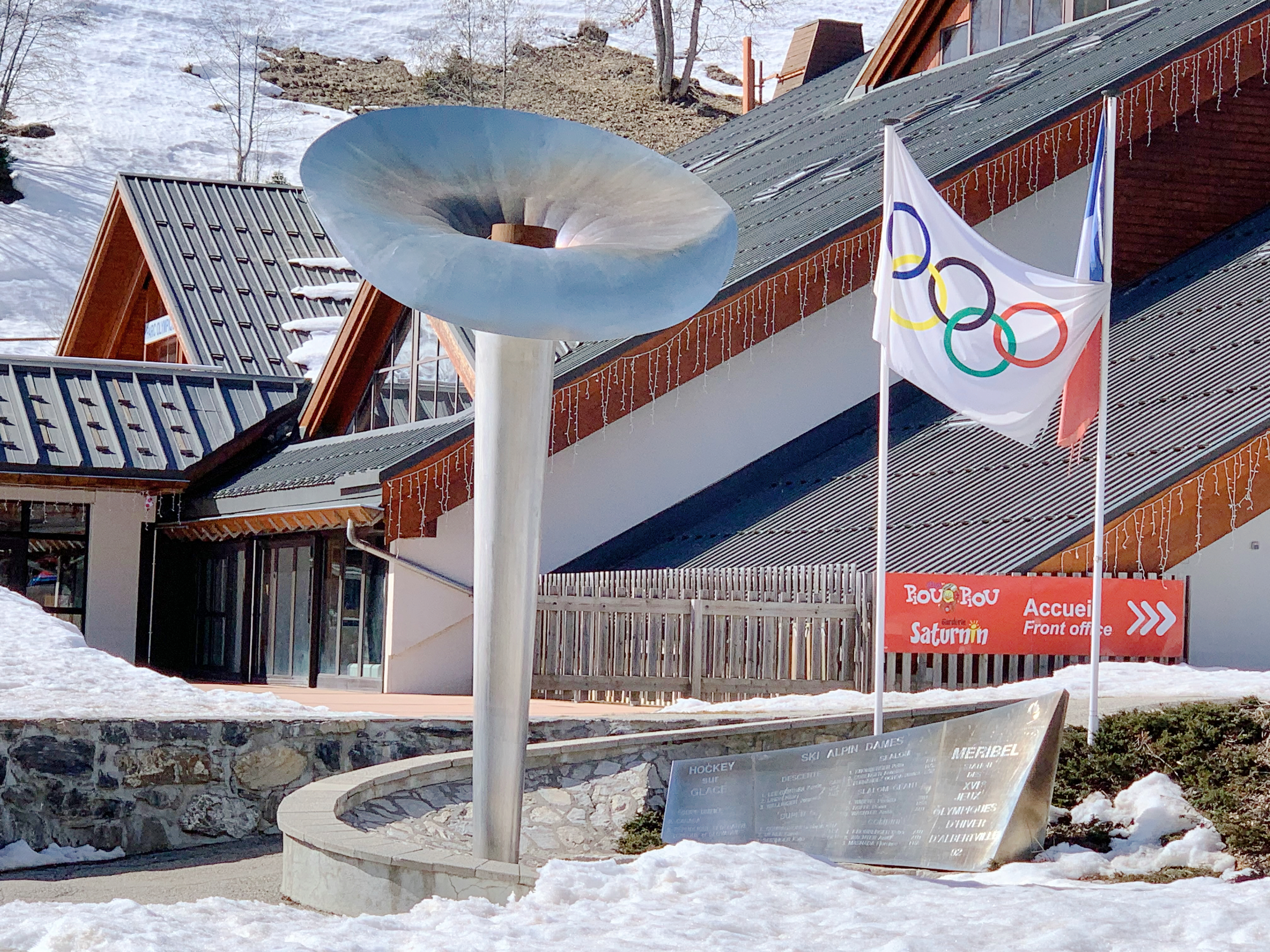
Parc Olympique de Méribel.
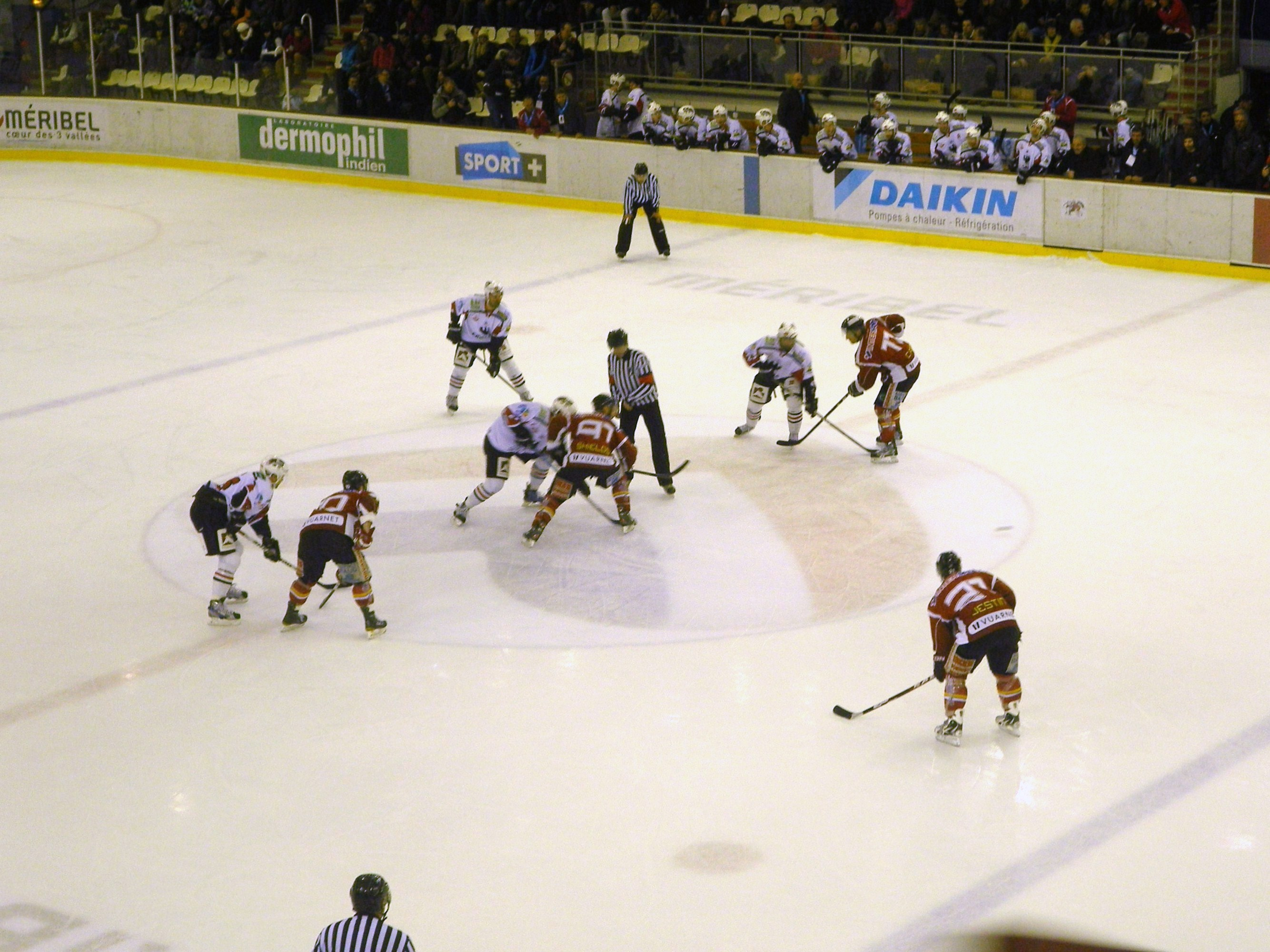
Patinoire de Méribel.

## Effectif
| No    | Nom                  | Nat. | Position       | Arrivée                                |
| ----- | -------------------- | ---- | -------------- | -------------------------------------- |
| +033, | Grégoire Blanc       |      | Gardien de but | 2018 - Drakkars de Caen                |
| +034, | Matthieu Depanian    |      | Gardien de but | 2021 - Dogs de Cholet                  |
| +004, | Jacques Évrard       |      | Défenseur      | 2018 - Comètes de Meudon               |
| +009, | Raphaël Odorico      |      | Défenseur      | 2021 - Vipers de Montpellier           |
| +018, | Quentin Chevassu     |      | Défenseur      | Formé au club                          |
| +055, | Théo Balthazard      |      | Défenseur      | 2019 - Ours de Villard-de-Lans         |
| +081, | Connor MacLean       |      | Défenseur      | 2018 - Viking HC                       |
| +088, | Jan Zmeskal          |      | Défenseur      | 2013 - HC Baník Sokolov                |
| +094, | Romain Bureau        |      | Défenseur      | 2021 - Étoile noire de Strasbourg      |
| +011, | Martin Kalinovic     |      | Attaquant      | 2014 - HC Klášterec nad Ohří           |
| +012, | Raphaël Charlet      |      | Attaquant      | 2017 - Commandeurs du Collège de Lévis |
| +013, | Marvin Krukoff – C   |      | Ailier         | 2019 - Bélougas de Toulouse-Blagnac    |
| +014, | Kurt Sonne           |      | Ailier         | 2020 - Lumberjacks du Northland        |
| +016, | Thibault Fillion – A |      | Attaquant      | Formé au club                          |
| +017, | Alexis Malec         |      | Attaquant      | 2020 - Hockey Club 74 U20              |
| +023, | Romain Bazile        |      | Attaquant      | 2020 - Ours de Villard-de-Lans U17     |
| +045, | George Bradbury      |      | Attaquant      | 2021 - sans club                       |
| +068, | Nick Guiney          |      | Attaquant      | 2021 - Falcons de Concordia            |
| +077, | Timoté Charlet       |      | Attaquant      | 2018 - Commandeurs du Collège de Lévis |
| +090, | Maxence Wagret – A   |      | Attaquant      | 2014 - Lynx de Valence                 |
| +096, | Thibaut Chatellard   |      | Attaquant      | 2018 - Pingouins de Morzine-Avoriaz    |

‌

## Palmarès

### Compétitions nationales
- Coupe de France : 1980[8].
- Championnat de France Division 2 : 1980, 2015.